# Taurasia
Taurasia là một chi ốc biển, là động vật thân mềm chân bụng sống ở biển trong họ Muricidae, họ ốc gai.

## Các loài
Các loài thuộc chi Taurasia bao gồm:
- Taurasia striata (Quoy & Gaimard, 1833)[2]